# 烏姆市政廳

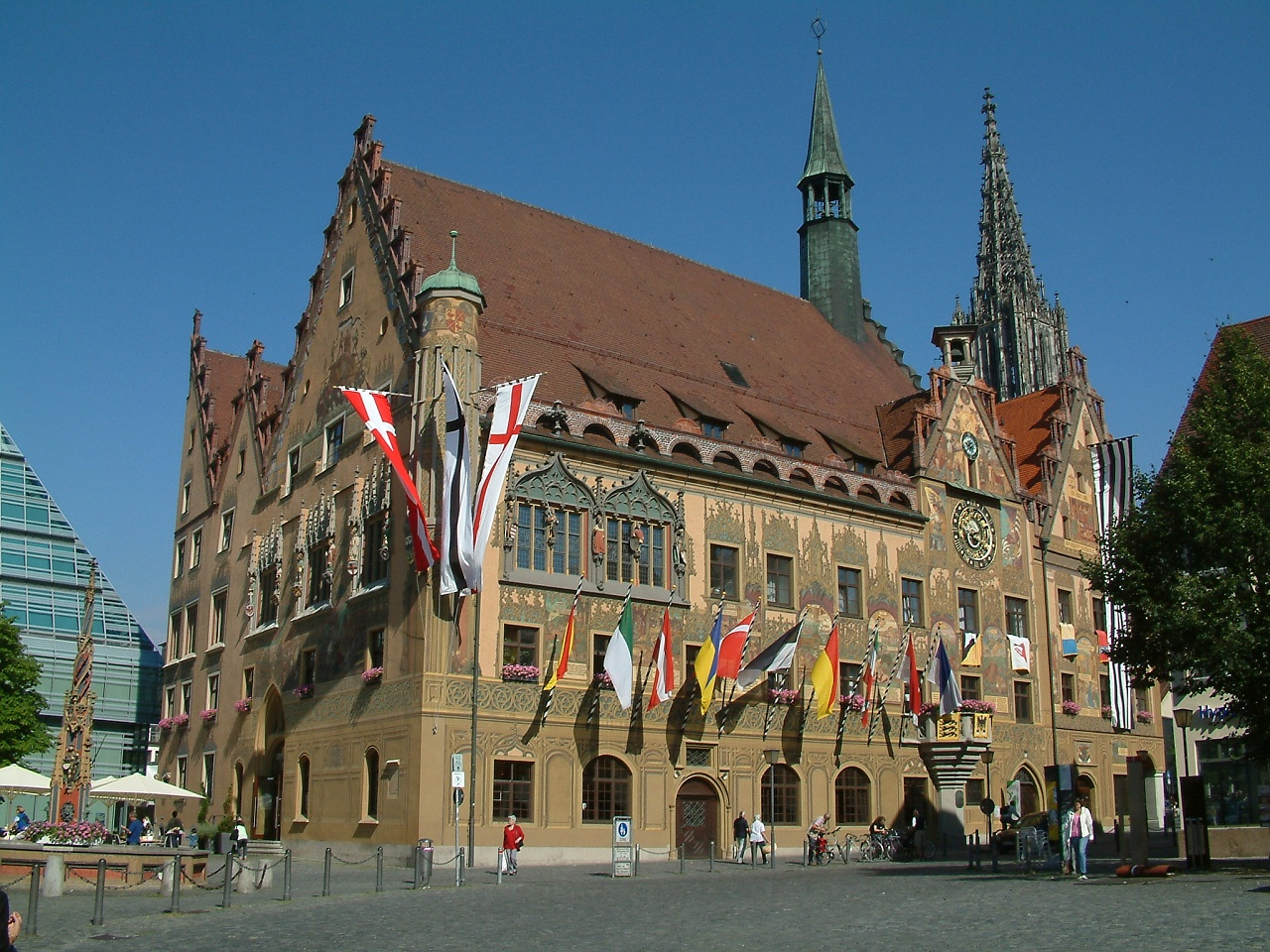

烏姆市政廳（德語：Rathaus）是德國烏姆的市政廳，始建於14世紀，由三個不同部分構成。其最古老的部分始建於1357年，作为商业大楼，但現已拆除。1370年擴建的部分称为“新商业大楼”，1419年起作为市政厅，安装了哥特式窗户，外墙上精心描绘了关于美德、戒律和恶习壁畫。1952年安装了天文鐘。
二戰時由於空襲，市政廳內部大部分被毀。
楼梯间有滑翔翼的发明者阿尔布雷斯特·贝尔伯林格制造的飞行器的复制品。

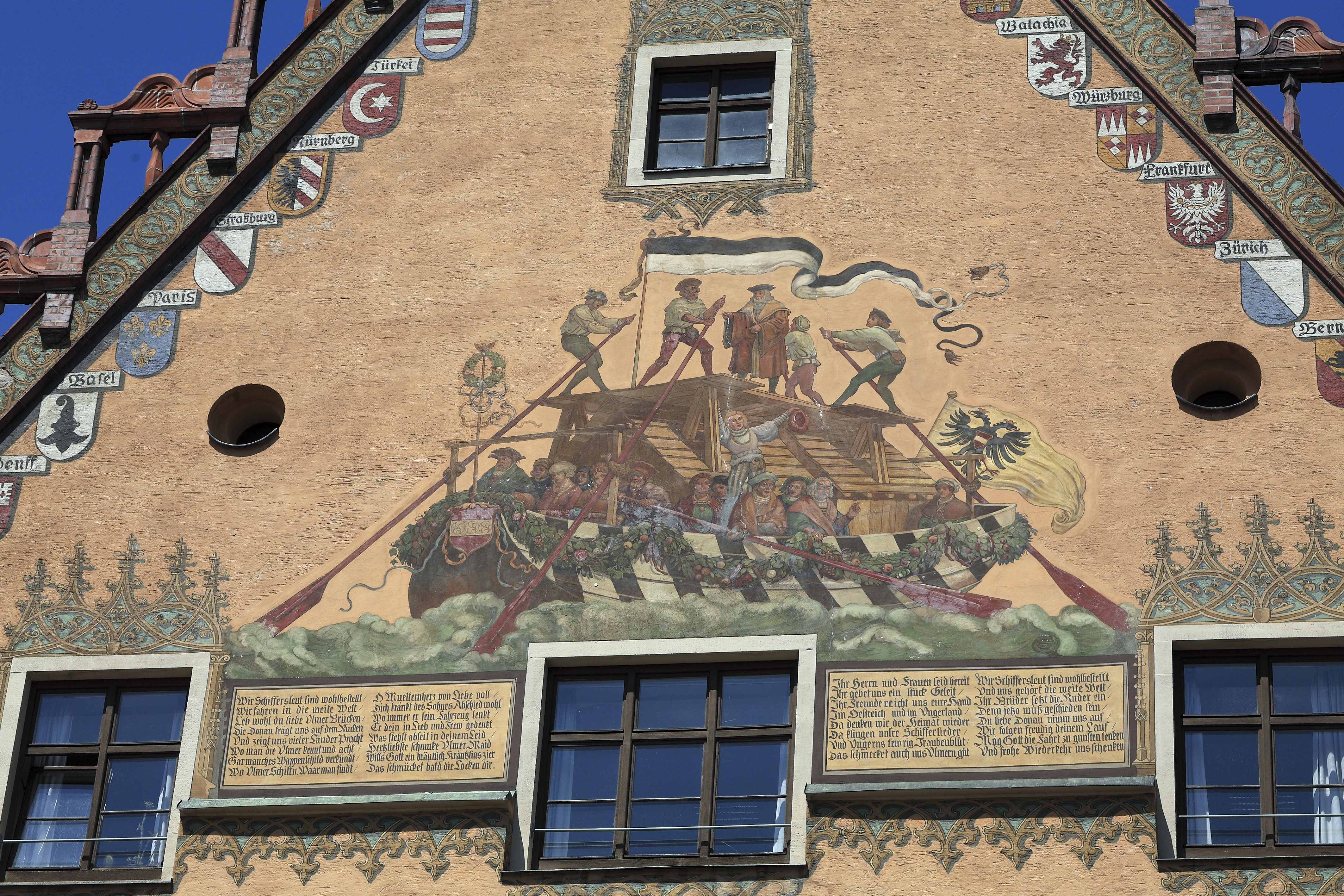
壁畫
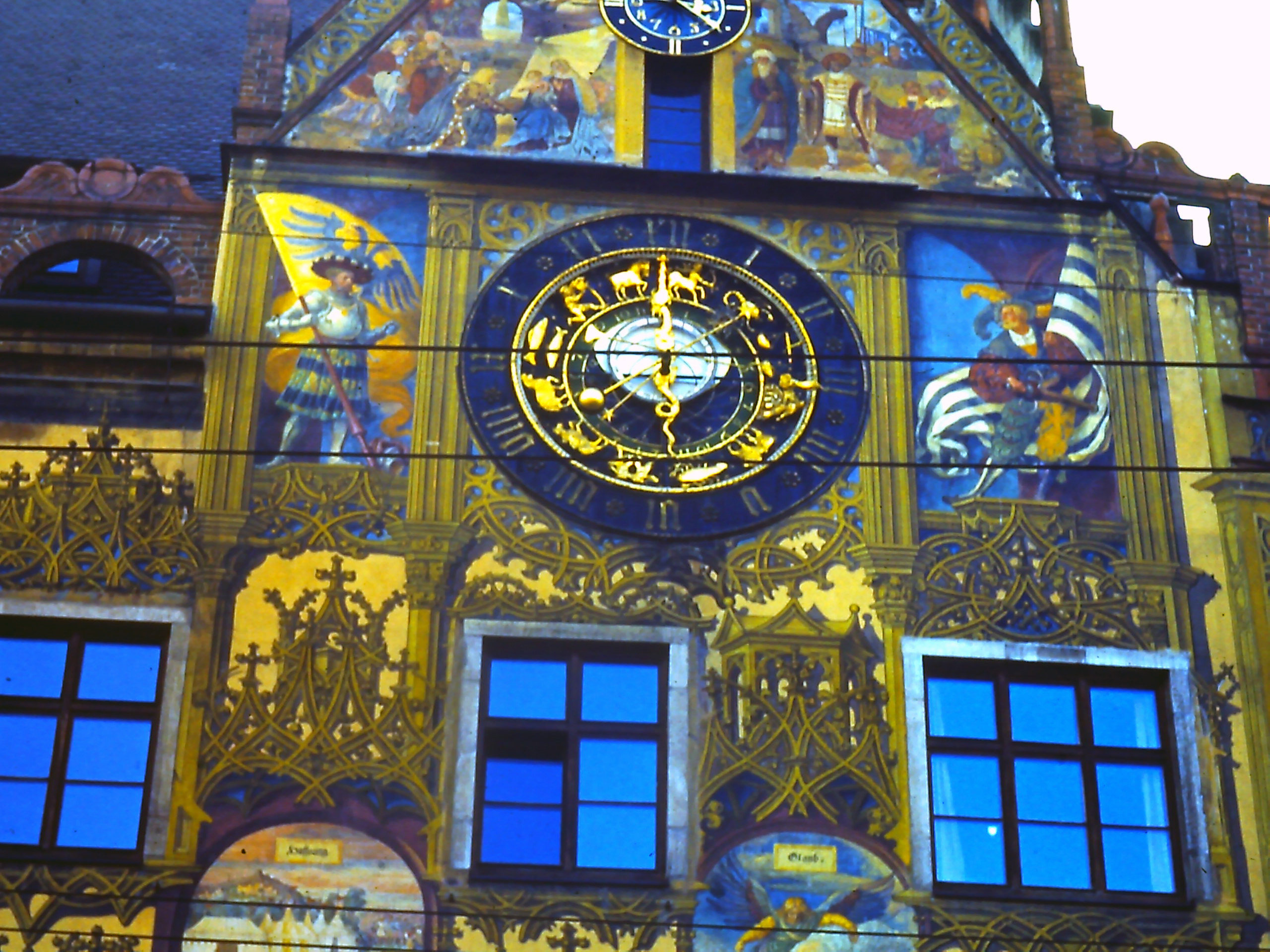
天文鐘
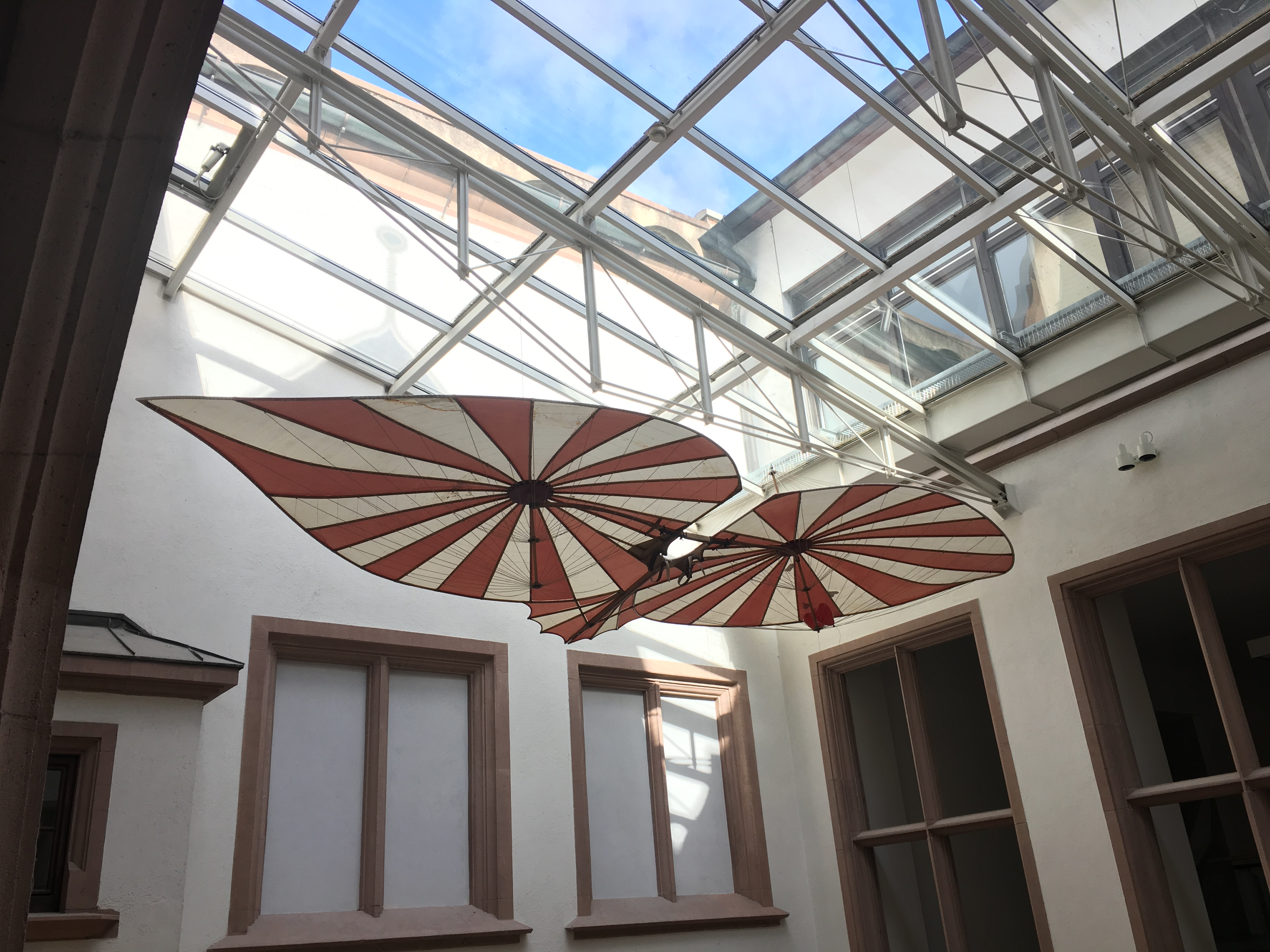
滑翔翼

## 外部連結
- Das Ulmer Rathaus, Flyer; Hrsg.: Stadt Ulm, Zentrale Dienste, Öffentlichkeitsarbeit und Repräsentation 11/99, Text: Henning Petershagen （页面存档备份，存于）
- Kurzinformation bei tourismus.ulm.de （页面存档备份，存于）
- Ausführliche Informationen zur Astronomischen Uhr am Ulmer Rathaus （页面存档备份，存于）